# Condado de Casey
O Condado de Casey é um dos 120 condados do estado americano de Kentucky. A sede do condado é Liberty, e sua maior cidade é Liberty. O condado possui uma área de 1,154 km² (dos quais 0 km² estão cobertos por água), uma população de 15 447 habitantes, e uma densidade populacional de 13 hab/km² (segundo o censo nacional de 2000). O condado foi fundado em 1807. O condado proíbe a venda de bebidas alcoólicas.